# Antoine Dubost
Pour les articles homonymes, voir Dubost.
Antoine Dubost, né le 16 juillet 1769 à Lyon et mort le 6 septembre 1825 à Paris, est un peintre et lithographe français.

## Biographie

### Jeunesse et débuts (1769-1805)
Né le 16 juillet 1769 à Lyon, rue Pizay, Antoine Dubost est le fils aîné de Benoîte Montanier et du riche épicier-droguiste Hugues Dubost. Sa tante maternelle et marraine, Flore Montanier, est l'épouse du chirurgien Jean-Baptiste Pressavin.
Après avoir commencé ses études à Paris, Antoine Dubost doit servir dans l'armée. Il parvient au grade de capitaine-adjoint du génie avant de donner sa démission en 1796. Il poursuit alors ses études et voyage en Suisse et en Italie. Ayant hérité de son père en 1799, Dubost peut désormais vivre confortablement à Paris, où il est notamment connu pour sa passion des courses hippiques.
Élève de François-André Vincent, il expose au Salon dès 1799. Il s'y distingue tout particulièrement en 1804, en obtenant une médaille d'or pour son Épée de Damoclès, qui s'inspire d'un passage de l’Histoire ancienne de Charles Rollin. David lui-même aurait fait l'éloge de ce tableau, qui réunissait « le dessin de l'école italienne au coloris de l'école flamande ».
Vers 1801, se méprenant sur une coquille d'imprimeur, il affronte en duel le poète Joseph Despaze, dont la Satire des arts mentionne un certain « Dubos » (en réalité « Dabos ») parmi d'autres peintres « débiles en talens, mais forts en arrogance ».

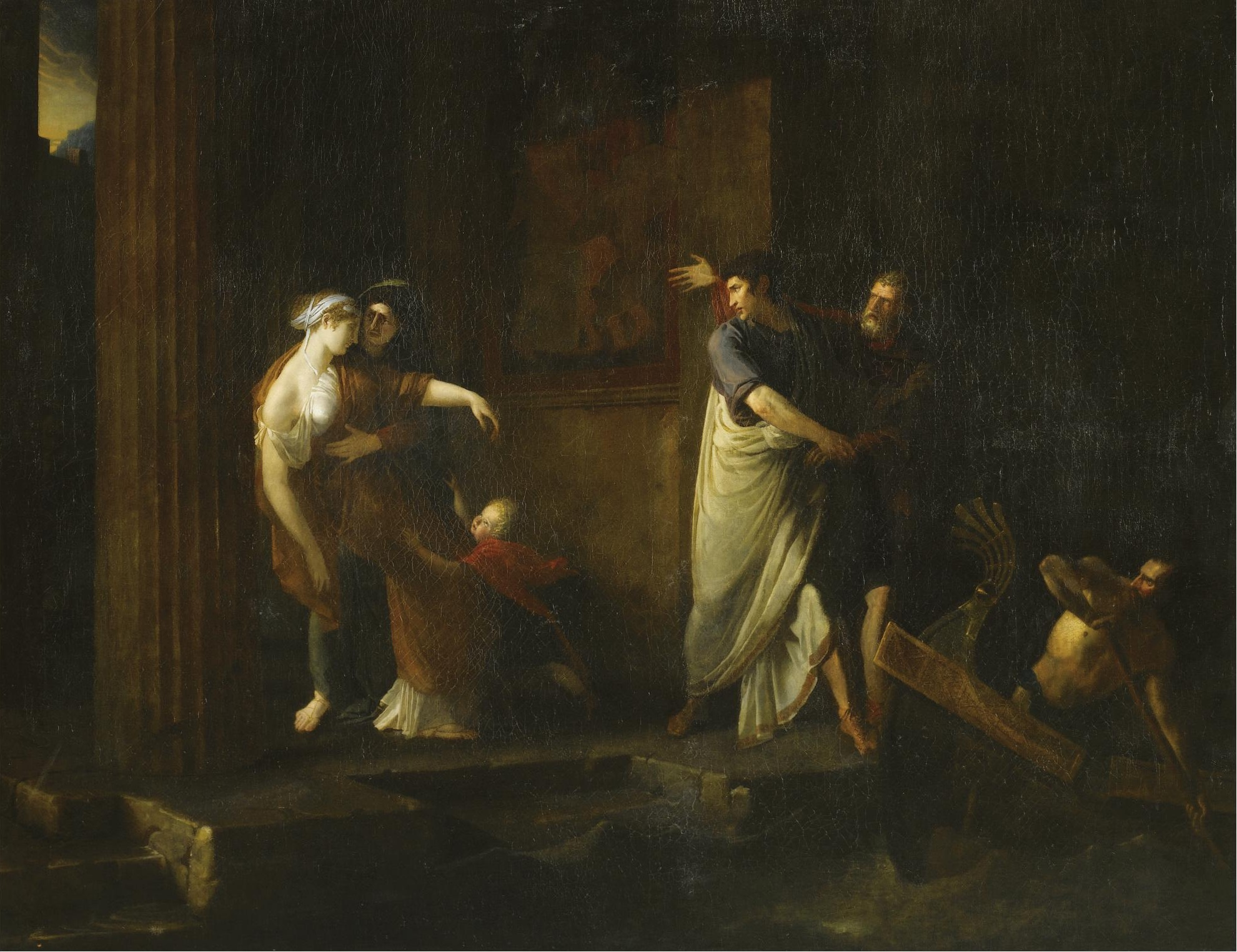
Les Adieux de Brutus à Porcie (1799), Vizille, musée de la Révolution française.
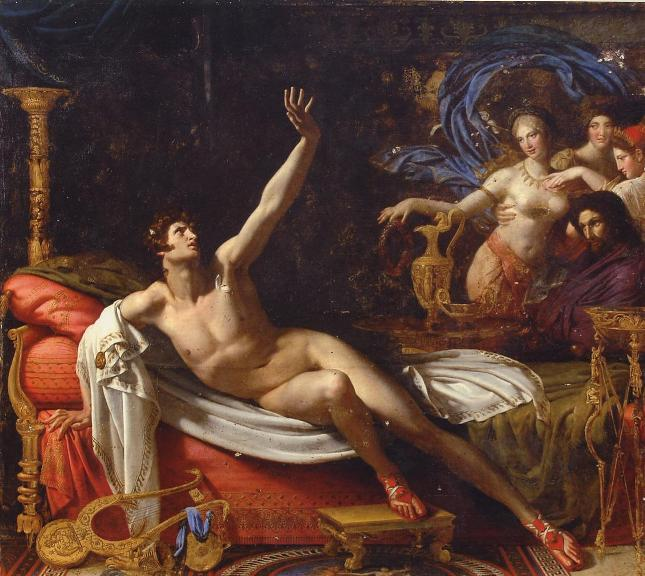
L’Épée de Damoclès (1804), Bombay, Chhatrapati Shivaji Maharaj Vastu Sangrahalaya.

### Séjour en Angleterre (1806-1812)
En 1806, Dubost se rend en Angleterre, où il va peindre des chevaux dans un style comparable à celui de son ami Carle Vernet. À Londres, il loue un grand appartement au no 65 de Pall Mall, où il expose ses œuvres dès 1807.

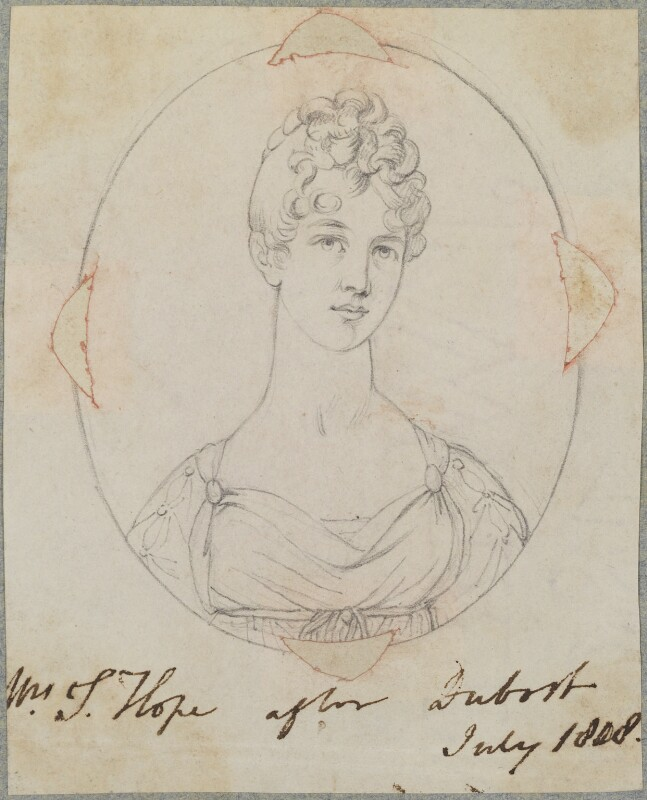
Henry Bone, Portrait de Louisa Hope (1808), dessin d'après Antoine Dubost, Londres, National Portrait Gallery.

À la suite d'une autre exposition, à Leicester Square, le riche collectionneur Thomas Hope se porte acquéreur du Damoclès, que Dubost accepte de lui vendre pour 800 guinées, au lieu des 1 500 guinées initialement demandées, en échange du mécénat de Hope et de son aide pour trouver des souscripteurs à la gravure de son tableau. Hope lui commande également pour 400 guinées un portrait de son épouse, Louisa Hope. Très satisfait du portrait, que le public londonien découvre avec admiration lors de son exposition à la Somerset House, le commanditaire en fait réaliser une miniature sur émail par Henry Bone en 1808. L'entente du peintre et de son mécène prend cependant fin dès 1809, Hope ayant fait redimensionner le Damoclès sans égard pour le peintre, dont il aurait même fait dissimuler la signature afin de ne pas détromper ceux de ses amis qui attribuaient la toile à David.
En 1810, Dubost expose chez lui plusieurs tableaux, dont La Belle et la bête, une toile représentant un individu aux traits monstrueusement simiesques offrant un amas de richesses à une belle jeune femme. Le public y voit aussitôt une vengeance de l'artiste à l'encontre de Hope, dont la laideur contrastait avec la beauté de son épouse. Un frère de cette dernière, le révérend John Beresford, tente de mettre fin à cette humiliation en lacérant la toile.
Au début de ses Souvenirs d'Horace (1811), Lord Byron fait allusion à l'artiste français : « Que dirait-on du peintre ignorant qui terminerait par une queue de syrène le corps d'une jeune fille ? C'est ainsi qu'on a vu le pinceau irrité du vil Dubost dégrader les créatures de Dieu ». Dubost ayant été vivement attaqué par l’Examiner de Leigh Hunt, il décide de répondre par un pamphlet, dont Hope tente en vain d'empêcher la publication.
Le 5 décembre 1811, le révérend Beresford n'est condamné qu'à verser 5 livres sterling de dommages à l'artiste, dont le tableau est qualifié de « libelle ». William Cobbett, du Register, adresse alors une lettre de soutien au peintre dans laquelle il déplore la partialité de ce jugement. Ces tracas judiciaires ainsi que la guerre compliquent le retour en France de Dubost, dont une partie des bagages a été injustement saisie.

### Dernières années (1813-1825)

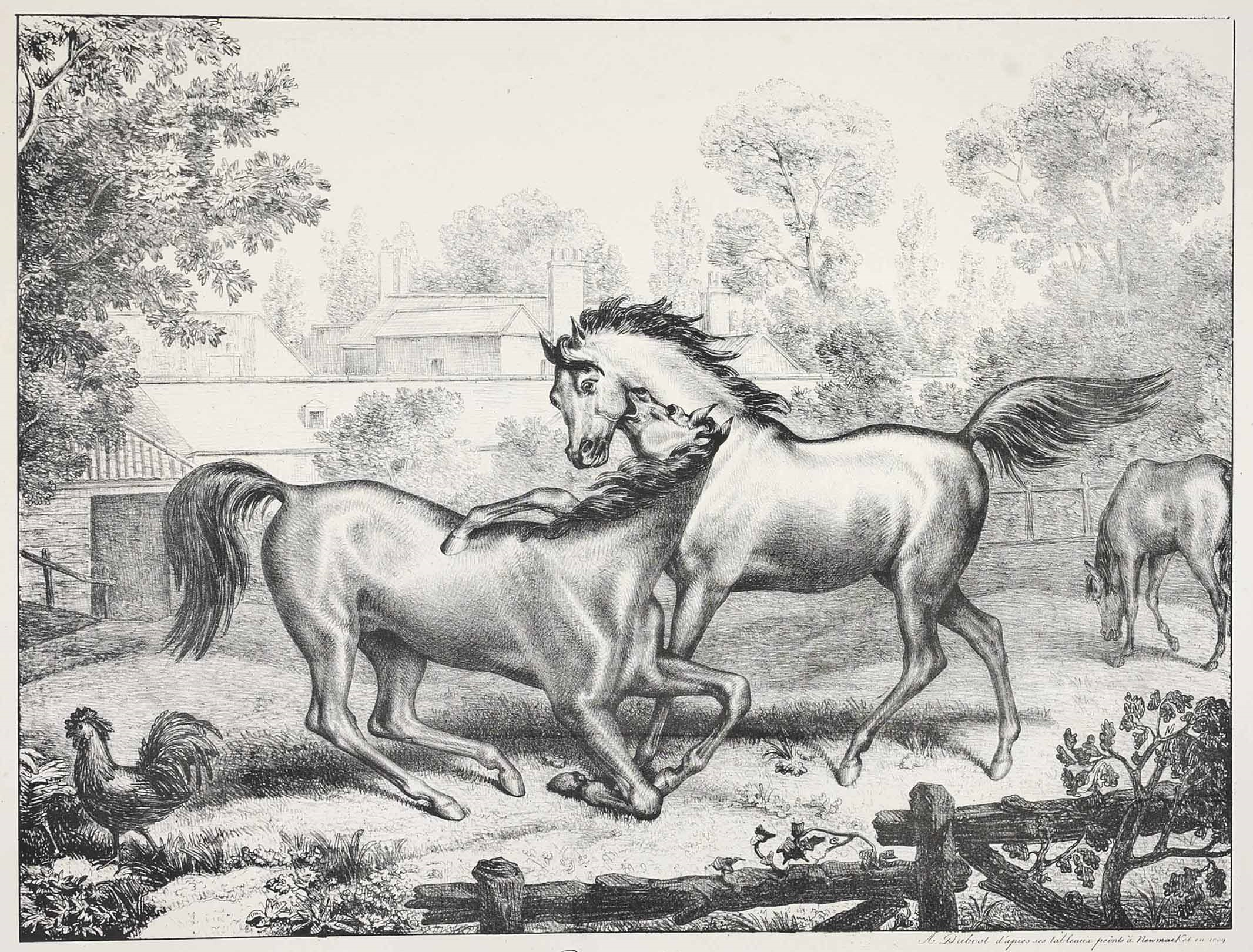
Le Cheval de course dans le haras (1818), lithographie.

De retour à Paris depuis janvier 1813, Dubost s'installe dans une petite maison au 18, quai de Billy. En 1814, Dubost est nommé capitaine de grenadiers du 3e bataillon de la première légion de la Garde nationale.
En 1818, il lithographie lui-même les onze tableaux des chevaux de course de Newmarket qu'il a peints en 1809 et exposés au Salon de 1814.
En 1825, Dubost a un différend avec l'un de ses voisins, un architecte, à propos d'un pavillon. La querelle s'étant envenimée publiquement devant les clients du Café Tortoni, un duel est organisé entre les deux hommes, avec pour témoins les généraux Piré et Delamotte. Mortellement blessé au cœur, le peintre est transporté chez lui, où il meurt le 6 septembre.

## Œuvres
- Les Adieux de Brutus à Porcie, Salon de 1799[4], Vizille, musée de la Révolution française.
- Étude de cheval, Salon de 1799[4], localisation inconnue.
- L’Épée de Damoclès, Salon de 1804[4], Bombay, Chhatrapati Shivaji Maharaj Vastu Sangrahalaya.
- Préparatifs de course, Salon de 1804[4], localisation inconnue.
- Pastorale, sujet tiré de l’Idylle d'Amintas de Gessner, Salon de 1804[4], La Fère, musée Jeanne-d'Aboville.
- Portrait de Mme ***, Salon de 1804[4], localisation inconnue.
- Portrait de Mme Hope, 1807-1808[10], localisation inconnue.
- La Belle et la bête, 1810, localisation inconnue.
- Vénus et Diane, Salons de 1814 et de 1817[4], acquis par l'État[3], localisation inconnue.
- Pénélope, Salons de 1814 et de 1817[4], localisation inconnue.
- Vue de la promenade de Hyde Park un dimanche, Salon de 1814[4], localisation inconnue.
- Courses entre onze chevaux à Newmarket au moment du départ, Salon de 1814[4], localisation inconnue.
- Course de trois juments, Salon de 1814[4], localisation inconnue.
- Le Cheval dans le haras, Salon de 1814[4], localisation inconnue.
- Le Cheval dans l'écurie, Salon de 1814[4], localisation inconnue.
- Le Cheval dans l'écurie de course, Salon de 1814[4], localisation inconnue.
- Le Cheval qu'on selle pour la course, Salon de 1814[4], localisation inconnue.
- Le Cheval au poteau de départ, Salon de 1814[4], localisation inconnue.
- Le Cheval en course, Salon de 1814[4], localisation inconnue.
- Le Cheval à l'arrivée des petites courses, Salon de 1814[4], localisation inconnue.
- Cheval à l'arrivée des grandes courses, Salon de 1814[4], localisation inconnue.
- Cheval qu'on bouchonne, Salon de 1814[4], localisation inconnue.
- Le Cheval en vente, Salon de 1814[4], localisation inconnue.
- Promenade du roi à Windsor accompagné des princesses Sophia et Augusta, Salon de 1814[4], localisation inconnue.
- Vue intérieure d'une tente, Salon de 1814[4], localisation inconnue.
- Mamelouk exposé à tout le feu d'un détachement, Salon de 1814[4], localisation inconnue.
- Le Joueur dépouillé, Salon de 1817[4], localisation inconnue.
- L'Arabe au désert, Salon de 1817[4], localisation inconnue.
- La Promenade de Hyde Park à Londres, Salon de 1817[4], localisation inconnue.
- Préparatifs de course, Salon de 1817[4], localisation inconnue.